# Kevin Vázquez
Kevin Vázquez Comesaña, más conocido como Kevin Vázquez, (Nigrán, España, 23 de marzo de 1993) es un futbolista español que juega como defensa en el Real Sporting de Gijón de la Segunda División de España.

## Trayectoria
Nació en Nigrán, en la provincia de Pontevedra, es considerado uno de los grandes nombres de la historia del R. C. Celta de Vigo "B", con el que debutó en el año 2010. Fue uno de los puntales del conjunto filial durante bastantes campañas, tal y como evidencian sus marcas personales. Con la segunda escuadra celeste, habría sido el jugador con más partidos disputados (161) y con más capitanías (69).
En julio de 2018 renovó su contrato hasta junio de 2023 y pasó a formar parte de la plantilla del primer equipo para la temporada 2018-19. El 26 de noviembre hizo su debut en Primera División en un encuentro en Anoeta frente a la Real Sociedad, jugando los 90 minutos del encuentro que acabaría con una derrota por dos goles a uno.
El 28 de agosto de 2024 llegó a un acuerdo con el conjunto vigués para rescindir su contrato. Ese mismo día firmó por dos temporadas con el Real Sporting de Gijón.

## Estadísticas

### Clubes
Actualizado al último partido disputado el 10 de mayo de 2025.
| Club                             | Div.          | Temporada     | Liga  | Liga  | Copas nacionales | Copas nacionales | Copas internacionales | Copas internacionales | Total | Total |
| Club                             | Div.          | Temporada     | Part. | Goles | Part.            | Goles            | Part.                 | Goles                 | Part. | Goles |
| -------------------------------- | ------------- | ------------- | ----- | ----- | ---------------- | ---------------- | --------------------- | --------------------- | ----- | ----- |
| R. C. Celta de Vigo "B" · España | 2.ª B         | 2009-10       | 2     | 0     | ―                | ―                | ―                     | ―                     | 2     | 0     |
| R. C. Celta de Vigo "B" · España | 2.ª B         | 2011-12       | 1     | 0     | ―                | ―                | ―                     | ―                     | 1     | 0     |
| R. C. Celta de Vigo "B" · España | 3.ª           | 2012-13       | 15    | 0     | ―                | ―                | ―                     | ―                     | 15    | 0     |
| R. C. Celta de Vigo "B" · España | 2.ª B         | 2013-14       | 14    | 0     | ―                | ―                | ―                     | ―                     | 14    | 9     |
| R. C. Celta de Vigo "B" · España | 2.ª B         | 2014-15       | 28    | 0     | ―                | ―                | ―                     | ―                     | 28    | 0     |
| R. C. Celta de Vigo "B" · España | 2.ª B         | 2015-16       | 36    | 0     | ―                | ―                | ―                     | ―                     | 36    | 0     |
| R. C. Celta de Vigo "B" · España | 2.ª B         | 2016-17       | 39    | 1     | ―                | ―                | ―                     | ―                     | 39    | 1     |
| R. C. Celta de Vigo "B" · España | 2.ª B         | 2017-18       | 32    | 0     | ―                | ―                | ―                     | ―                     | 32    | 0     |
| R. C. Celta de Vigo "B" · España | Total club    | Total club    | 166   | 1     | 0                | 0                | 0                     | 0                     | 166   | 1     |
| R. C. Celta de Vigo · España     | 1.ª           | 2018-19       | 4     | 0     | 2                | 0                | ―                     | ―                     | 6     | 0     |
| R. C. Celta de Vigo · España     | 1.ª           | 2019-20       | 17    | 0     | 3                | 0                | ―                     | ―                     | 20    | 0     |
| R. C. Celta de Vigo · España     | 1.ª           | 2020-21       | 8     | 0     | 0                | 0                | ―                     | ―                     | 8     | 0     |
| R. C. Celta de Vigo · España     | 1.ª           | 2021-22       | 17    | 0     | 2                | 0                | ―                     | ―                     | 19    | 0     |
| R. C. Celta de Vigo · España     | 1.ª           | 2022-23       | 10    | 0     | 2                | 1                | ―                     | ―                     | 12    | 1     |
| R. C. Celta de Vigo · España     | 1.ª           | 2023-24       | 12    | 0     | 5                | 0                | ―                     | ―                     | 17    | 0     |
| R. C. Celta de Vigo · España     | Total club    | Total club    | 68    | 0     | 14               | 1                | 0                     | 0                     | 82    | 1     |
| Real Sporting de Gijón · España  | 2.ª           | 2024-25       | 19    | 0     | 2                | 0                | ―                     | ―                     | 21    | 0     |
| Real Sporting de Gijón · España  | Total club    | Total club    | 19    | 0     | 2                | 0                | 0                     | 0                     | 21    | 0     |
| Total carrera                    | Total carrera | Total carrera | 241   | 1     | 16               | 1                | 0                     | 0                     | 257   | 2     |